# Marla Maples
Marla Maples (Dalton, Geòrgia, 27 d'octubre de 1963) és una actriu dels Estats Units.
Filla de Lura Ann Locklear (1940–2014), model i mestressa de casa, i Stanley Edward Maples, un agent immobiliari. Va estar casada amb Donald Trump entre 1993 i 1999, junts van tenir una filla Tiffany Ariana Trump Maples. Marla Maples i Tiffany Trump, mare i filla respectivament, actualment viuen a Los Angeles, Califòrnia.